# God Bless the Child (Shania Twain)
Pour les articles homonymes, voir God Bless the Child.
Singles de Shania Twain
Home Ain't Where His Heart Is (Anymore)
(1996) Love Gets Me Every Time
(1997)
Pistes de The Woman in Me
No One Needs to Know -
God Bless the Child est le huitième et dernier single extrait de l'album de 1995 The Woman in Me de la chanteuse canadienne Shania Twain. La chanson a été écrite par Shania Twain et une version étendue corédigé par Robert Mutt Lange. La chanson est devenue premier single de The Woman in Me à ne pas entrer le top 40 de la radio country. La version album original est plus un poème qu'une chanson, fait entièrement a cappella. Pour la diffusion à la radio, la chanson a dû être élargie lyriquement et musicalement. Elle a été initialement diffusée en radio en octobre 1996. God Bless the Child a été inscrite sur le Come on Over Tour et habituellement accompagnée par une chorale locale, mais ne figurait pas dans Greatest Hits.
Le titre est emprunté à celui d'une chanson antérieure, écrite par Billie Holiday et Arthur Herzog en 1939, devenue un standard du jazz et entrée au Grammy Hall of Fame en 1976.